# マチュー・シモネ
マチュー・シモネ（Mathieu Simonet、1976年5月1日 - ）は、フランスの俳優。

## 出演作品
- 肉体の森(ポール)
- デイズ・オブ・グローリー
- ブロセリアンドの魔物（エルヴァン）
- 好きと言えるまでの恋愛猶予（フィリップ)
- 甘い罠